# Steyr SK 105 Kürassier
Steyr SK 105 Kürassier je rakouský lehký tank z roku 1967, spíše používaný jako stíhač tanků. Věž podobná AMX-13 má pancíř silný až 40 mm. Z kanónu ráže 105 milimetrů se střílí střelami HEAT nebo APFSDS. Rakouská armáda měla asi 150 kusů, které se od roku 2010 vyřazují.